# Реагент Петасиса
Реаге́нт Пе́тасиса (химическая формула — (C5H5)2Ti(CH3)2) — это металлоорганическое соединение, используемое в органическом синтезе для метиленирования карбонильных соединений, то есть превращения соединений типа R2C=O в терминальные алкены вида R2C=CH2.

## Получение
Реагент Петасиса получают по реакции метиллития с титаноцендихлоридом. Для этого 2,1 эквивалента литийорганического реагента добавляют к суспензии титаноцендихлорида в диэтиловом эфире при охлаждении, выдерживают в течение часа и добавляют воду. Органический слой сушат, фильтруют и упаривают, получая оранжевые кристаллы целевого комплекса с выходом 95 %. Обычно сразу после получения кристаллы растворяют в тетрагидрофуране или толуоле и хранят раствор в тёмном и холодном месте.
Проверить качество реагента можно при помощи ЯМР-спектроскопии: в протонном спектре в бензоле-d6 проявляются два синглета при 5,69 и 0,04 м. д. интенсивностью 10 и 6 протонов соответственно.

## Физические свойства
Реагент Петасиса растворим в большинстве апротонных органических растворителей, например, в диэтиловом эфире, тетрагидрофуране, хлористом метилене, толуоле, петролейном эфире.

## Применение в органическом синтезе
Реагент Петасиса применяется в синтезе для метиленирования карбонильных соединений. При этом он является источником реакционноспособного метилидентитаноцена (C5H5)2Ti=CH2, образование которого начинается при нагревании в толуоле или тетрагидрофуране до 60—75 °С.
Реагент Петасиса имеет некоторые преимущества, по сравнению с аналогичным реагентом Виттига Ph3P=CH2. Реагенты Виттига проявляют основные свойства и часто не взаимодействуют правильно с субстратами, которые легко енолизуются или которые могут подвергаться нуклеофильному присоединению или элиминированию в мягких условиях. Также существуют сложности со стерически затруднёнными субстратами, а сложные эфиры и лактоны обычно вообще невозможно метиленировать по реакции Виттига.
Избежать этих недостатков призваны металлоорганические комплексы на основе титана. Широко используемый реагент Теббе позволяет легко метиленировать подобные «сложные» соединения, однако сам он не очень удобен в обращении из-за пирофорности и не подходит для субстратов, очень чувствительных к кислотам. Реагент Петасиса представляет собой удобную альтернативу реагенту Теббе. Его легко получать и хранить. Он позволяет метиленировать альдегиды, кетоны, эфиры и лактоны, включая субстраты, чувствительные к кислоте, и енолизируемые субстраты. Также более удобной является и обработка: методика не требует экстракций, побочный продукт (титаноксид) можно отфильтровать, а алкен очистить хроматографией или перегонкой. Выход метиленирования альдегидов может быть умеренным, однако для алкил- и арилкетонов, а также циклических кетонов реагент подходит очень хорошо.
Реагент Петасиса позволяет переносить к карбонильному соединению не только метиленовую группу. Из титаноцендихлорида и подходящего литий- или магнийорганического реагента получены гомологи реагента Петасиса для синтеза нетерминальных алкенов.